# Gülten
Gülten ist ein türkischer weiblicher Vorname persischer Herkunft.

## Namensträgerinnen
- Gülten Dayıoğlu (* 1935), türkische Kinderbuchautorin